# Sergey Yesenin
Die Sergey Yesenin (russisch Сергей Есенин) ist ein Flusskreuzfahrtschiff, das im Jahre 1984 von der Österreichischen Schiffswerften AG Linz in Korneuburg/Österreich gebaut und an die Moskwa-Flussreederei (russisch Московское речное пароходство) in Moskau ausgeliefert wurde. Es gehört zur Sergey Yesenin-Klasse (Projekt Q-065). Das Schiff wurde nach dem russischen Lyriker Sergei Jessenin benannt.

## Beschreibung
Das Flusskreuzfahrtschiff mit drei Passagierdecks wurde 1984 bei der Schiffswerft Korneuburg als Teil der Österreichischen Schiffswerften AG Linz in Korneuburg/Österreich als Sergey Yesenin für die Moskwa-Reederei (russ. Московское речное пароходство) in Moskau gebaut. Sie gehörte zu einer 1984 bis 1986 hergestellten Baureihe von fünf Schiffen des Typs Sergey Yesenin, welcher auch als „Projekt Q-065“ bekannt war. Die Sergey Yesenin verfügt über einen dieselelektrischen Antrieb mit drei nichtreversierbaren Hauptmotoren 6VD-18/15AL-1 je 329 kW mit Abgasturbolader.

## Einsatz
Die Sergey Yesenin wird auf der Wolga, Moskwa und Newa auf der Kreuzfahrt-Strecke Moskau–Sankt Petersburg von der MosTurFlot eingesetzt. Kapitän (Stand 2020) ist Leonid Tschernischow (Леонид Чернышев).

## Ausstattung
Das Schiff war beim Bau mit Einzel- und Doppelkabinen sowie 1-, 2- und 4-Bettenkabinen, alle mit Waschgelegenheit, versehen. Darüber hinaus stehen Bar, Restaurant und Gemeinschaftsraum zur Verfügung.

## Schwesterschiffe der Baureihe Q-065
- Aleksandr Blok rus. (Александр Блок)
- Valeriy Bryusov rus. (Валерий Брюсов)
- Demyan Bednyy rus. (Демьян Бедный)
- Mikhail Svetlov rus. (Михаил Светлов)